# Neprečkasta spiralna galaktika
Neprečkasta spiralna galaktika (eng. unbarred spiral galaxy) je vrsta spiralne galaktike bez središnje prečke, odnosno ona koja nije prečkasta spiralna galaktika. Oznaka je SA u razvrstavanju galaktika.
Galaktika Sombrero je neprečkasta spiralna galaktika.
Neprečkaste spiralne galaktike su jedna od triju glavnih vrsta spiralnih galaktika u de Vaucouleursovu sustavu razvrstavanja. Druge dvije su intermedijarna spiralna galaktika i prečkasta spiralna galaktika. Prema Hubble-ovim mjerilima, jedna je od dviju vrsta spiralnih galaktika. Druga je prečkasta spiralna galaktika.